# El Biar
Pour les articles homonymes, voir BIAR.
El Biar (en arabe : الأبيار) est une commune d'Algérie, située dans la wilaya d'Alger et faisant partie de l'agglomération d'Alger.

## Toponymie
Le nom « El Biar » vient de l'arabe qui signifie « les puits » et il est dû à la multitude de puits dont dispose cette localité.

## Géographie

### Situation
El Biar est située au centre-ville d'Alger dans les hauteurs de la capitale.
| Bouzareah                | Bouzareah          | Oued Koriche |
| Ben Aknoun, Dely Ibrahim | El Biar            | Alger-Centre |
| Ben Aknoun               | Hydra, El Mouradia | Alger-Centre |

### Hydrographie
La commune est traversée par Birtraria, un affluent de Oued Atoun, qui a été artificialisé et canalisé par des collecteurs souterrains. L'eau est présente en abondance dans le sous-sol d'El-Biar. Avant 1830 l'aqueduc de Birtraria, construit en 1573, était un des aqueducs qui alimentaient la ville d'Alger.

### Risques naturels

#### Séismes
La région d'Alger fait partie de la zone de jonction entre la plaque africaine et la plaque eurasienne. La forte activité sismique que connait cette région est due à la convergence de ces plaques. La région d'Alger est, depuis 2003, classée zone III (haute sismicité) par le Craag.

#### Glissements de terrain
Des analyses, entre 1995 et 2007, dans le cadre de l'étude du glissement de terrain d'El Biar également connu sous le nom de Glissement de terrain de Saint-Raphaël, ont révélé la présence de deux zones: une zone périphérique se déplaçant à une vitesse moyenne d'environ 5 cm par an et une zone centrale en mouvement à une vitesse moyenne d'environ 10 cm par an. Le fait que tous les déplacements majeurs se sont produits pendant l'hiver suggère fortement un effet important de la pression des eaux souterraines sur l'instabilité de la pente.

## Transports
Plusieurs lignes de bus du réseau de l'Entreprise de transport urbain et suburbain d'Alger (ETUSA) traversent la commune d'El Biar :
- Ligne 10 : Bouzaréah-Place de 1er mai
- Ligne 40 : Chevalley-Audin
- Ligne 43 : Ben Aknoun- Grande Poste
- Ligne 45 : Bouzaréah-Place des martyrs
- Ligne 48 : Ben Aknoun-Place du 1er mai
- Ligne 50 : Ben Aknoun-Place des martyrs
- Ligne 58 : Chevalley- Place des martyrs
- Ligne 181: Chevalley-Place de 1er mai

Il existe aussi des transporteurs de bus privés et des navettes de taxi. El Biar connaît des problèmes d'embouteillages.

## Urbanisme
À partir du XVIe siècle, Alger commençait à s’étendre sur le territoire du Fahs. La famille du Dey ainsi que des fonctionnaires du Beylik, des riches commerçants, des consuls, et d'autres dignitaires ont commencé à édifier à El Biar, ainsi qu'à ses environs, situés sur les hauteurs bordant la ville à l’ouest d’Alger, des résidences secondaires qui se distinguaient par leurs grandes superficies et leur luxe, possédant leurs bains de vapeur, leurs noria, et autres commodités.
Après 1830, les manœuvres très actives des spéculateurs firent passer en des mains européennes la majeure partie des maisons et des terres, El Biar devient une station hivernale très prisée des touristes anglais. Benjamin Bucknall (en), un architecte britannique, signe plusieurs maisons dans le style néo-mauresque dont la Villa Montfeld. Un style alors en vogue et qui fut utilisé pour la réalisation de l'intérieur de l'église Notre-Dame du Mont-Carmel, achevée en 1861, œuvre de l'architecte français Charles Frédéric Chassériau .
À partir de 1903, le gouverneur Charles Célestin Jonnart impose le style néo-mauresque aux constructions publiques. C'est dans ce style que furent construites la Mairie, inaugurée le 12 mai 1923, par l'architecte M.Tite  et la Poste, en 1935, par Charles Henri Montaland. Au début des années trente, Alger est à l'avant-garde de l’architecture moderne, l'architecture méditerranéenne succède au style mauresque. De jeunes architectes acquis aux doctrines de Le Corbusier (De Maisonseul, Emery, R. Simounet, etc) réalisent des constructions individuelles et publiques à El Biar. Entre 1914 et 1931, la population El Biaroise passe de 4000 à 12 000 habitants, c'est le taux d'accroissement le plus rapide des banlieues algéroises . Pour pallier le manque de logements des HBM sont construits pour accueillir la population européenne  et des baraques de relogement, à Fontaine Fraîche, destinées à la population musulmane des bidonvilles.
Après l'indépendance de l'Algérie El Biar perd les quartiers de Ben Aknoun et de Climat de France (Oued Koriche) qui vont former de nouvelles communes. Une succession d'aménagements très onéreux puis aussitôt détruits ou inutilisés mettent en évidence l'absence de vision globale en matière d'occupation de l'espace. Les constructions anarchiques et illicites au niveau du Frais-Vallon à El-Biar provoquent un glissement de terrain lors des inondations de Bab el oued, en 2001.
El Biar est un quartier aisé d'Alger, avec un centre d'affaires et des quartiers résidentiels de niveau élevé[évasif], ainsi que des quartiers populaires.
On y trouve d'ailleurs plusieurs ambassades et de résidences d'ambassadeurs : Belgique, Portugal, Russie, Turquie ; le siège de la Cour suprême ; le ministère de la Justice. De ce point de vue, El Biar ressemble à sa voisine Ben Aknoun.
Aujourd'hui, El Biar est une ville urbanisée qui ne dispose plus d'espace pour réaliser des projets.

### Mosquées
- Al Khoulafa Arachidine
- Mosquée El Forkane
- Mosquée à Scala
- Mosquée d'El Mouahidine

### Parcs et jardins
- Le Balcon Saint-Raphaël
- Parc des pins
- Jardin de Tunis

## Histoire
La présence humaine est attestée à partir du Paléolithique moyen dans les environs de l'actuel El Biar (cité Malki). Un abri sous roche démantelé, en bordure d’un petit cours d’eau fossile, occupé par les hommes atériens, rassemble une quantité considérable de mammifères dépecés parmi lesquels dominaient les phacochères accompagnés de bovidés (Bos primigenius, Homoïceras antiquus), d’équidés, dont un caballin disparu (Equus algericus), des rhinocéros, des porcs-épics. Des rares outils furent recueillis : des pointes et des grattoirs pédonculés, caractéristiques de l’industrie atérienne, des éclats divers et des galets aménagés.
Les statues des divinités de la végétation trouvées à El Biar et à Ben Aknoun provenant sans doute de petits sanctuaires ruraux des jardins des villas sont la preuve qu'El Biar était déjà, à l'époque romaine, parsemée de villas rurales.
En 1514 les troupes espagnoles dans une expédition commandée par Hugues de Moncade pour chasser les Turcs d'Alger occupèrent Coudiat-el-Saboun, emplacement actuel de Bordj Boulila. Elles se retirèrent sans atteindre leur but. En août 1541, à la tête d'une expédition considérable, Charles Quint occupa de nouveau les lieux et échoua encore dans son entreprise. En 1830, le général de la Hitte installa ses six batteries sur les hauteurs de Birtraria sur l'emplacement actuel de la villa des oliviers pour détruire Fort l'empereur. Après la prise du fort, Alger tombe.
Le 5 juillet 1830, de Bourmont reçoit, dans la résidence d'été du célèbre capitaine Raïs-Hamidou, l'acte de capitulation du Dey Hussein.
La période française
Les troupes françaises qui avaient établi leurs bivouacs à El-Biar se conduisirent en vandales détruisant les vergers et les habitations.
El Biar est érigé en commune. Son territoire est délimité par un arrêté du 22 avril 1835. Un arrêté préfectoral du 14 septembre 1870 l'érige en commune de plein exercice. Un arrêté du 7 mars 1959 l'incorpore à Alger dont elle forme le 7e arrondissement avec Air-de-France et Dély Ibrahim.
El Biar héberge l'école normale d'institutrices et le lycée franco-musulman de Ben-Aknoun.
La guerre d'Algérie
Le 10 octobre 1956, Kouache Rachid, l'un des assistants de Taleb Abderrahmane, meurt après une manipulation sans précautions dans le laboratoire de confection de bombes de la « villa des roses » à Birtraria.
Le 10 février 1957, une bombe déposée par Baya Hocine et Bellamine Mohamed au stade d'El Biar fait plusieurs morts.
Pendant la bataille d'Alger (1957), un immeuble inachevé au 94, avenue Georges Clemenceau (Actuelle avenue Ali Khodja), est le « centre de tri » du sous-secteur de Bouzareah, dans lequel des personnes arrêtées sont amenées puis interrogées par les parachutistes de la 10e DP (1er RCP) : parmi ces suspects « assignés à résidence » à El Biar se trouvent le docteur Georges Hadjadj (arrêté le 10 juin 1957), Maurice Audin (11 juin) et Henri Alleg (12 juin), et bien d'autres.
La villa Massilia, avenue Faidherbe, est un autre centre d'interrogatoires. Maurice Audin, disparu depuis le 21 juin 1957, est probablement mort à cette date dans l'immeuble de l'avenue Clemenceau.
Le 29 janvier 1962, un attentat de l'OAS visant la villa Andréa, siège des Barbouzes, sise au 8, rue Fabre (rue A.Bedjaoui) à Poirson fait 19 morts.
Voyant que l'Algérie allait bientôt être indépendante, les éléments de l'OAS ont commencé à s'attaquer aux quelques Algériens qui vivaient à El-Biar ; c'est ainsi que des maisons ont été plastiquées, des Algériens parfois de passage dans le quartier sont assassinés.
Le 5 mars 1962, six dirigeants des centres sociaux, dont Mouloud Feraoun et Max Marchand, sont tués par un commando de l'OAS lors de l'opération dite « assassinat de Château-Royal ».
Le 25 mai 1962, le peintre et instituteur René Sintès, de mère algérienne et de père français, engagé en 1956 dans l'Appel pour une Trêve Civile auprès des Libéraux d'Algérie pour un dialogue inter-communautaire menant à l’indépendance, est enlevé à son domicile boulevard Gallieni, aujourd’hui boulevard Bougara par des membres de l'OAS. Son corps n'a jamais été retrouvé.
Le premier juin 1962, Jacques Chevalier réunit, dans sa demeure à El Biar, des membres du F.L.N et des membres de  l'O.A.S pour des négociations qui aboutiront au cessez-le-feu du 17 juin 1962 qui marque la vraie fin de la guerre d'Algérie.

### Post-indépendance
Le 5 octobre 1988, El Biar comme plusieurs quartiers d'Alger est touchée par une révolte contre le régime algérien; les premiers morts y sont signalés .

## Démographie
| 1987   | 1998   | 2008   |
| ------ | ------ | ------ |
| 57 026 | 52 582 | 47 332 |

## Politique et administration
La commune d'El Biar est placée directement sous le contrôle d'une assemblée populaire communale constituée de 19 membres élue pour cinq ans. Le président de l'assemblée populaire communale de la commune est, depuis 2012, un élu FLN : Abdellaoui Mohamed, les 19 membres de l'assemblée appartiennent au FLN, MPA, PT, RND et FFS.
La commune d'El Biar est rattachée à la daïra de Bouzaréah.
En novembre 2017, Khaled Kerdjidj reprend les commandes de la mairie d'El Biar avec 10 siéges pour le FLN.

### Jumelage
- Alfortville (France) depuis 2013

## Économie
L'économie de la commune est essentiellement concentrée dans les activités financières et immobilières, les services aux entreprises et services aux particuliers, l'éducation, la santé et l'action sociale, les transports, le commerce et l'administration.

## Sport
Club de football de la Jeunesse Sportive El Biar JSEB créé en 1944. Le 2 février 1957, en coupe de France, le Sporting Club Union (SCU) d'El Biar, club de division d'honneur (D.H.) élimine le glorieux Stade de Reims en 16e de finale ;
- Club de Handball ;
- Club de Judo de l'OC El Biar (ex JSEB) ;

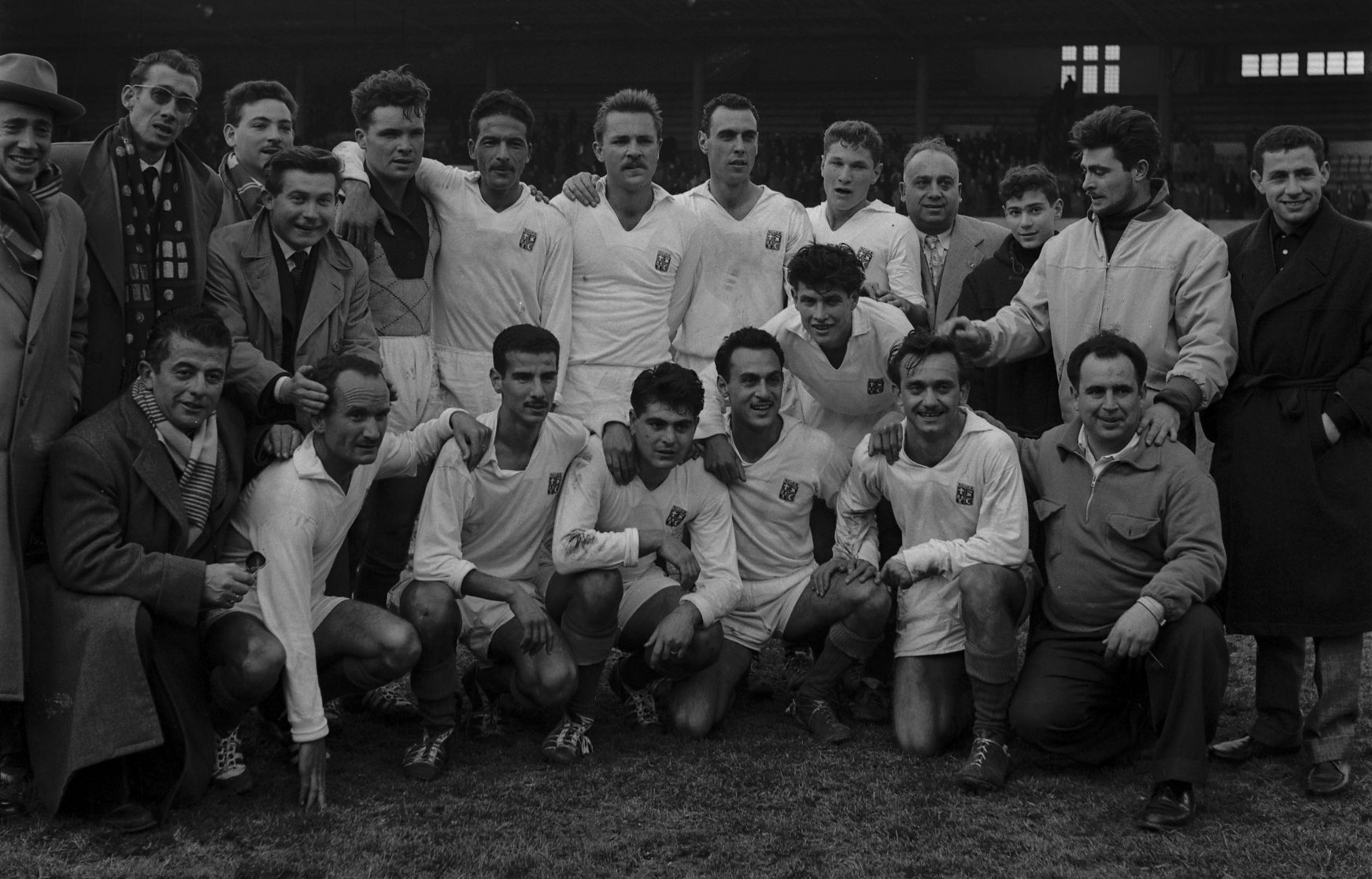
Équipe d'El Biar vainqueur de Reims en Coupe de France 1957

- L’école omnisports de l’Union sportive el-biaroise USEB.qui a été lancé en 2009 avec trois disciplines, à savoir le judo, le cyclisme et le Golf[36] ;
- Le Sahel nautique d'El Biar (SNEB)[37].

## Culture et patrimoine

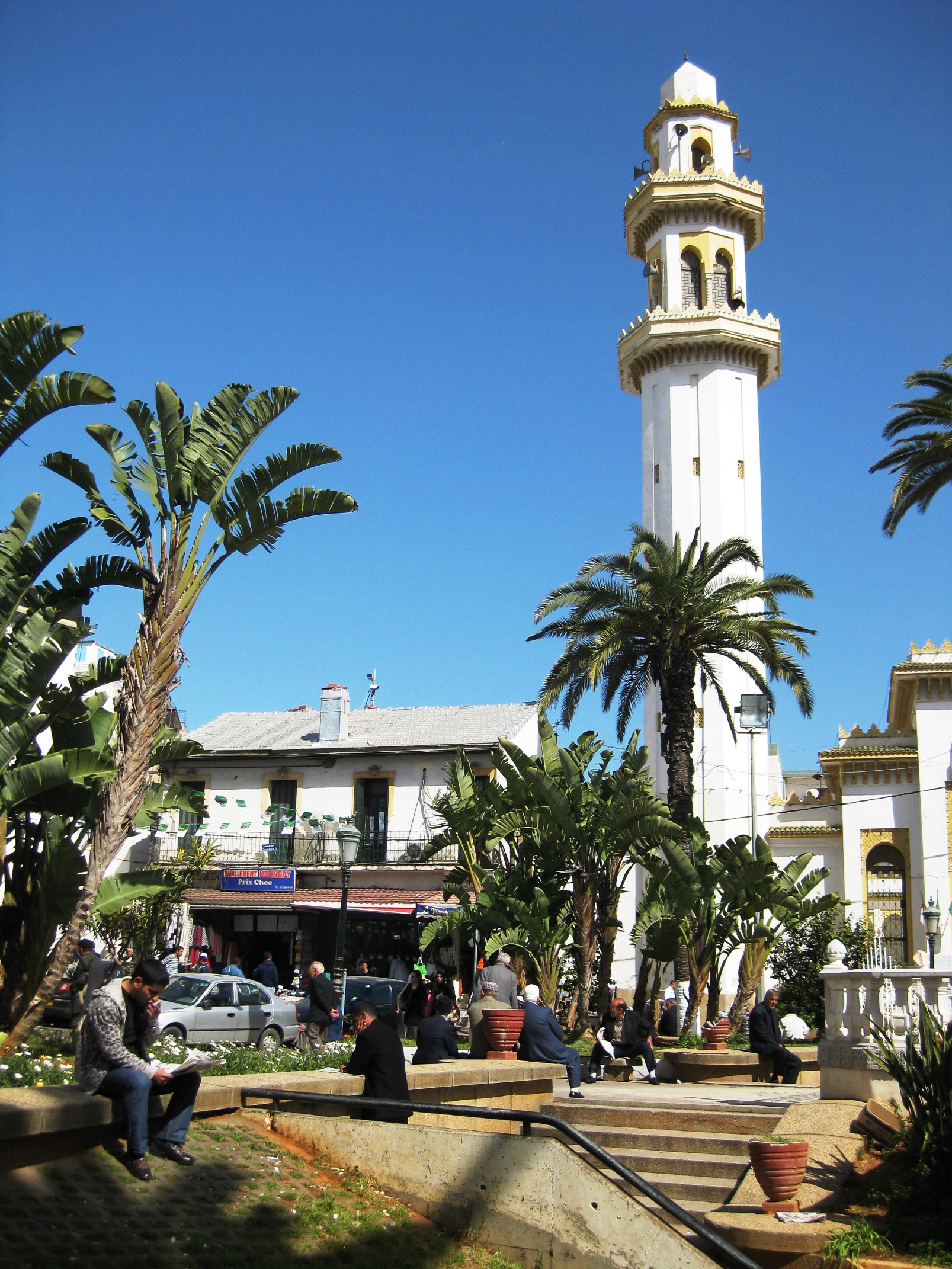
La mosquée de la Place John Fitzgerald Kennedy à El Biar.

La Place John Fitzgerald Kennedy est la place centrale (place Carnot à l'époque française). Elle comporte le bâtiment de l'Assemblée populaire communale conçue dans un style « néo-mauresque », la Mosquée Al Khoulafa Arachidine, bâtie entre 1964 et 1966 par l’architecte Abderrahmane Bouchama et la poste, qui date de 1935. Dans la salle du conseil ou la salle des mariages, se trouvait une fresque allégorique représentant des ouvriers agricoles de retour du travail et allant vers la ville aux maisons blanches dans un environnement boisé. L'artiste s'étant représenté avec son chevalet, avec la silhouette d'une femme derrière lui. Dans la patio de cette mairie se trouvait : "Défilé de Centurions "
À proximité, l’ancienne église Notre-Dame du Mont-Carmel de l'architecte français Charles Frédéric Chassériau, elle renfermait derrière le maître-autel une toile de Georges Rochegrosse: " L'essai d'interprétation picturale de la Messe en si mineur de Jean-Sébastien Bach , qui aurait été détruite, car jugée trop importante, lorsque cet édifice est devenue une bibliothèque.
La commune dispose des anciennes constructions turques à l'exemple de la villa jais[réf. nécessaire], un conservatoire de musique, un stade, d'une ancienne église transformée en bibliothèque communale, quatre mosquées, un centre culturel, etc.

### Villa Raïs Hamidou
La villa Raïs Hamidou, ou Djenane Raïs Hamidou aussi connue comme la Villa du Traité, est un bien culturel, classé monument historique le 12 septembre 2012 (25 Chaoual 1433) au terme d'une procédure ouverte le 13 août 2007 (29 Rajab 1428).

#### Description
Il s'étend sur une superficie d'environ 10 000 mètres carrés. Il comprend la Djenane, villa de style arabo-mauresque entourée de jardins d'une superficie d'environ 1 500 mètres carrés.

#### Historique
La villa sert d'abord de résidence au corsaire Raïs Hamidou,. Celui-ci l'avait reçue du dey Hussein, le dernier dey d'Alger, en récompense de la capture de la frégate portugaise Le Cygne, arraisonnée le 27 mai 1802.

##### Quartier général du comte de Bourmont
En 1830, lors de l'expédition française, elle devient, le 29 juin , le quartier général du comte de Bourmont, commandant en chef du corps expéditionnaire d'Afrique, et c'est dans ses murs que, le 5 juillet, le Hussein Dey signe l'acte de reddition connu comme la capitulation d'Alger.

##### Villa Portes
Dès 1905, elle est connue comme la villa Portes. En 1920, Porthése, un colon, l'achète.

##### Villa Gérandal
Elle est ensuite acquise par Gérandal. Celui-ci entreprend de la restaurer. Il fait reconstituer l'ancienne entrée, avec son vestibule. Dans la partie supérieure, il fait restaurer le patio et les diverses salles en inspiration de l'art mauresque. Il fait dégager les ciselures des colonnes et les boiseries de leur empâtement de chaux ou de peinture. Il fait couvrir les murailles de faïences. La restauration est achevée en 1913 : le 30 avril, Gérandal en présente le résultat au Comité du vieil Alger.

##### Villa Benchiha
En 1930, son dernier possesseur, le bachagha Benchicha, qui l'a remise en état, en fait don à la France lors des festivités commémorant le centenaire de la prise d'Alger. Le 3 juin 1930, le bachagha y offre un dîner en l'honneur des membres de la conférence nord-africaine. Dans un toast, après avoir salué le gouverneur général de l'Algérie, celui de l'Afrique-Occidentale française et les résidents généraux, le bachagha rappelle « que dans quarante-huit heures, il y aura tout juste cent ans que fut signé le traité qui associait à jamais les destinées de la France et de l'Algérie ». « Ici, poursuit-il, pour la première fois, nos mains ce sont jointes et cette première étreinte, d'abord hésitante, devient chaque jour plus étroite, plus chaude, plus chaleureuse », avant de boire « à cette maison du souvenir, à cette maison de paix et l'amitié française ». En 1933, le conseil municipal d'El-Biar envisage sa démolition. La France la classe dans le domaine public et en fait une école des adjoints techniques de la Santé puis le siège des services administratifs de la Santé publique jusqu'à l'indépendance. Le 1er octobre 1942, elle est occupée par l'assureur Jean Rouillot, cofondateur du Cabinet Nord-Africain d'Assurances, une société de courtage.

### Villa des Oliviers

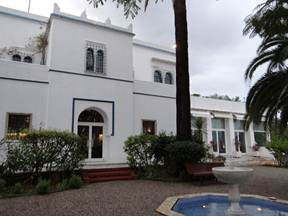
La villa des Oliviers

La position privilégiée de l'endroit où sera érigée plus tard la villa des Oliviers a joué un rôle déterminant dans la prise de Fort-l'empereur et la chute d'Alger.
C’est là que le 8 novembre 1942, le général Juin apprit d’un envoyé spécial du président américain, Franklin Roosevelt, l’imminence du débarquement allié en Afrique du nord.
En août 1943, le général de Gaulle s'y est établi, son épouse et ses filles vinrent le rejoindre, et il y demeura jusqu’au 18 août 1944.
Elle sert, depuis l'indépendance de l'Algérie, de résidence de l’ambassadeur de France.

### Fort l'empereur (Bordj Boulila)
Ce fort prit le nom de Bordj Moulay Hassen en référence au Beylerbey qui l'a fait construire pour mettre cette position à l'abri après les deux tentatives infructueuses de prise d'Alger par Charles Quint qui y avait campé en 1518 et 1541. Puis le nom de la citadelle fut changé pour celui de Sultan Kalassy (Fort l'empereur). L'évacuation de cette position, en 1830, par les Ottomans, amena la reddition d'Alger.

## Personnalités liées à la commune
- Émile Frechon (1848-1921), journaliste et photographe, y est mort.
- Rouiched, de son vrai nom Ahmed Ayad, acteur, figure du théâtre et du cinéma comique algérien, y a vécu et y est décédé le 28 janvier 1999.
- Mouloud Mameri, écrivain algérien, y a vécu.
- Boualem Titiche, de son vrai nom Boualem Mansouri, né à El Biar en Algérie le 27 avril 1908
- Georges-Antoine Rochegrosse, peintre français, y a vécu de 1900 à 1938 et y est décédé le 11 juillet 1938.
- Abderrahmane Amrani, dit Dahmane El Harrachi, le maître de la chanson chaâbie, y est né le 7 juillet 1926.
- Jacques Derrida, philosophe français, y est né le 15 juillet 1930.
- Jacques Rancière, philosophe français, y est né le 10 juin 1940.
- Henri Alleg, journaliste franco-algérien, y fut séquestré et torturé en 1957 par l'armée française.
- Reda Taliani, chanteur de raï, y est né en 1980.
- Issam Nima, athlète de saut en longueur, y est né le 8 avril 1979.
- Sid Ahmed Rezala, tueur en série, y est né le 13 mai 1979.
- Eldridge Cleaver, militant des droits civiques américain, y résida.
- Étienne Chevalier, peintre, y résida.
- Ali Ali-Khodja, peintre, y résida.
- Mohammed Racim, miniaturiste, y résida et y fut assassiné en 1975.
- Patrick Reumaux, écrivain, y est né en 1942.
- René Sintès, peintre et instituteur libéral, y disparaît, victime d'un enlèvement par un commando de l'OAS le 25 mai 1962.
- Mohamed Hamdoud, ex-joueur de football, y est né le 9 juin 1976.
- Hàm Nghi, empereur du Viêt Nam, y est mort en résidence surveillée.
- la moudjahida Izza Bouzekri, veuve de Abane Ramdane, et son second époux, Slimane Dehilès, dit colonel Sadek, y résidèrent.
- Ali Yahia Abdennour, avocat, homme politique et militant des droits de l'homme algérien, y résida.
- Le professeur et chercheur, spécialiste de Villiers de l'Isle-Adam, Émile Drougard (1920-2002) y est né le 9 avril 1920.